# Aisy-sous-Thil
Aisy-sous-Thil è un comune francese di 276 abitanti situato nel dipartimento della Côte-d'Or, nella regione della Borgogna-Franca Contea.

## Società

### Evoluzione demografica
Abitanti censiti